# 児島邦宏
児島 邦宏（こじま くにひろ、1942年9月26日 - 2022年3月31日）は、日本の教育学者。

## 人物・来歴
熊本県出身。東京大学大学院教育学研究科修士課程修了。東京学芸大学講師、助教授、教授、2008年定年退任、名誉教授。専門は学校教育学。
2022年3月31日10時8分、病気のため千葉県佐倉市の病院で死去、79歳没。死没日付をもって正四位に叙され、瑞宝中綬章を追贈された。

## 著書
- 『新しい学校の創造 組織の革新をめざして』(教育実践シリーズ) 帝国地方行政学会, 1971
- 『教育学大全集 12　学校経営論』第一法規出版, 1982.2
- 『学校の文化を創る 知性と社会性を求めて』教育出版, 1983.4
- 『子どもの側に立つ学校の教育組織』 (新しい学校論) 明治図書出版, 1984.4
- 『学校をつくる 学校の日常性を問い直すヒント』教育開発研究所, 1984.8
- 『学校改善実践全集 19  信頼性を育む人間関係』ぎょうせい, 1987.1
- 『教室の住人たち』(甦る教育) 第一法規出版, 1987.11
- 『学校と学級の間 学級経営の創造』 (シリーズ・教育の間) ぎょうせい, 1990.12
- 『教師のパフォーマンス』ぎょうせい, 1991.10
- 『学校文化を拓く先生』 (先生シリーズ) 図書文化社, 1992.1
- 『学校経営の創意と改善 開かれた学校をめざして』ぎょうせい, 1994.4
- 『学校新時代・特別活動の理論』 (特別活動改革叢書) 明治図書出版, 1996.4
- 『先生、おはなし聞かせて 子どもが心をひらく校長講話』教育出版, 1996.8
- 『「生きる力」を育てる教育課程』 (学校新時代叢書) 明治図書出版, 1998.2
- 『教育の流れを変える総合的学習 どう考え、どう取り組むか』ぎょうせい, 1998.11
- 『先生、もっとおはなし聞かせて』 (子どもが心をひらく校長講話 第2集) 教育出版, 1999.9
- 『豊かな体験でいきいき教育 総合的学習へのアプローチ』ぎょうせい, 1999.9
- 『新教育課程が求める学校改革』 (学校新時代叢書) 明治図書出版, 2001.8
- 『確かな力をはぐくむ学校力 "学校再生"の方略と具体的方策』ぎょうせい, 2007.3
- 『学校の「いま」そして「これから」 激流に立つ子どもたち』教育出版, 2008.3
- 『日本の学校を観る 子どもをあなどることなかれ』教育出版, 2016.4

### 共編著
- 『充実した学校の創造 創造的知性を育てる学校生活』河野重男共編著. 学習研究社 (学研教育選書) , 1980.4
- 『講座学校学 7 学校の経営戦略』下村哲夫共編 第一法規出版, 1988.4
- 『実践学校経営診断 7 教職員の人間関係とモラールの診断』高野桂一共編著 ぎょうせい, 1989.3
- 『地域と結ぶ学校』 (新時代をひらく学校改善シリーズ）亀井浩明共編著. 教育出版, 1989.11
- 『中学校新しい学力観と選択履修幅の拡大の実際』中西朗共編. 教育出版, 1992.12
- 『子どもと創る学校』 (シリーズ『学校改善とスクールリーダー』 特色ある学校を創る) 奥田真丈共編著. 東洋館出版社, 1993.3
- 『個を生かす教育とティーム・ティーチングの実際 小学校』三浦健治共編. 教育出版, 1994.4
- 『個を生かす教育とティーム・ティーチングの実際 中学校』中西朗共編. 教育出版, 1994.4
- 『子どものよさを生かす特別活動の評価』 (特別活動選書) 成田国英共編. 明治図書出版, 1994.10
- 『見てわかる小学校学校行事のクイック演出資料集』全5巻 伴貞男共編. 明治図書出版, 1994.11
- 『学習をつくる生活をつくる自分をつくる 豊かな学力はどう育てるか』東京学芸大学附属大泉小学校共編著. ぎょうせい, 1995.11
- 『生徒に開かれた学校をめざす教育活動 (中学校教育の新しい展開 第5巻)』編. 第一法規出版, 1995.11
- 『小学校・ボランティア活動の実践プラン』編著. 明治図書出版, 1996.12
- 『中学校・ボランティア活動の実践プラン』編著. 明治図書出版, 1996.12
- 『学校改善に意欲的な学校』 (シリーズ『学校改善とスクールリーダー』学校改善を促すスクールリーダー 2)児島邦宏 [ほか]編. 東洋館出版社, 1996.5
- 『「生きる力」を育む学校経営の展開』 (教職研修増刊号. 心の時代の教育 河野重男監修, 編. 教育開発研究所, 1997.2
- 『小学校「総合的な学習の時間」研究の手引』羽豆成二共編. 明治図書出版, 1997.11
- 『中学校「総合的な学習の時間」研究の手引』佐野金吾共編. 明治図書出版, 1997.11
- 『生きる力をはぐくむ 21世紀を生きる子ども』 (学校変革実践シリーズ) 河野重男共編著. ぎょうせい, 1997.11
- 『学校パラダイムの転換 新しい学校の時代』(学校変革実践シリーズ) 河野重男共編著. ぎょうせい, 1998.3
- 『小学校総合的な学習ガイドブック』山極隆,桐谷澄男共編. 教育出版, 1998.4
- 『中学校総合的な学習ガイドブック』山極隆,安齋省一共編. 教育出版, 1998.4
- 『総合的な学習・指導案集 単元づくりのガイドと実際例』新教育課程実践シリーズ 飯塚峻,村川雅弘共編. 図書文化社, 1999.6
- 『教育課程の弾力的運営』(21C小学校新教育課程のコンセプト解説) 編. 明治図書出版, 1999.8
- 『完全5日制小学校教育課程運営の手引』安藤駿英共編. 明治図書出版, 1999.8
- 『完全5日制中学校教育課程運営の手引』佐野金吾共編. 明治図書出版, 1999.8
- 『教育課程の弾力的運営 (21C中学校新教育課程のコンセプト解説) 編. 明治図書出版, 1999.8
- 『改訂中学校学習指導要領の展開 総則編』佐野金吾共編著. 明治図書出版, 1999.9
- 『小学校「総合的な学習の時間」の年間指導計画』編. 明治図書出版, 1999.12
- 『中学校「総合的な学習の時間」の年間指導計画』編. 明治図書出版, 1999.12
- 『校長・教頭からのメッセージ事典 話例・文例中心』中西朗,柳辰男共編. 教育出版, 2000.1
- 『中学校総合的学習基本単元の実践プラン』全3巻 佐野金吾共編. 明治図書出版, 2001
- 『学校経営を変える管理職の条件』全6巻 天笠茂共編. ぎょうせい, 2001
- 『小学校新指導要録の解説と記入の実際』小島宏共編. 教育出版, 2001.6
- 『中学校新指導要録の解説と記入の実際』安齋省一共編. 教育出版, 2001.6
- 『中学校ウェビングによる総合的学習実践ガイド』村川雅弘共編. 教育出版, 2001.7
- 『小学校ウェビングによる総合的学習実践ガイド』村川雅弘共編. 教育出版, 2001.8
- 『小学校・少人数指導実施の手引』編. 明治図書出版, 2002.2
- 『中学校・少人数指導実施の手引』編. 明治図書出版, 2002.7
- 『小学校「総合的な学習の時間」評価の工夫と実際』工藤文三共編. 教育出版, 2002.7
- 『中学校「総合的な学習の時間」評価の工夫と実際』工藤文三共編. 教育出版, 2002.7
- 『学校教育辞典 新版』今野喜清,新井郁男共編集代表. 教育出版, 2003.2
- 『定本総合的な学習ハンドブック』編集代表, 浅沼茂,佐藤真,高瀬雄二編. ぎょうせい, 2003.10
- 『確かな学力をはぐくむ教育組織の多様化・弾力化』 (特色ある学校づくりのための新しいカリキュラム開発) 編著. ぎょうせい, 2004.11
- 『小学校・キャリア教育のカリキュラムと展開案』 (現代の教育課題に応える)三村隆男共編. 明治図書出版, 2006.3
- 『中1ギャップの克服プログラム』 (学校改革選書) 佐野金吾共編. 明治図書出版, 2006.6
- 『小学校学習指導要領の解説と展開 Q&Aと授業改善のポイント・展開例 特別活動編』安彦忠彦監修,宮川八岐共編著. 教育出版, 2008.8
- 『よくわかる教育学原論』 (やわらかアカデミズム・〈わかる〉シリーズ) 安彦忠彦,藤井千春,田中博之共編著. ミネルヴァ書房, 2012.4

翻訳
- ニール・グロス 他著『学校革新への道 教育イノベーションの普及過程』河野重男,岩崎三郎共訳. 第一法規出版, 1973